# Horace Crane
Horace Richard Crane (Turlock, 4 de novembro de 1907 — Ann Arbor, 19 de abril de 2007) foi um físico estadunidense.